# 50726 Anniemaunder
50726 Anniemaunder è un asteroide della fascia principale. Scoperto nel 2000, presenta un'orbita caratterizzata da un semiasse maggiore pari a 2,7605563 au e da un'eccentricità di 0,0361748, inclinata di 3,38774° rispetto all'eclittica.
L'asteroide è dedicato all'astronoma britannica Annie Scott Dill Maunder.